# Charaxes godarti
Charaxes godarti är en fjärilsart som beskrevs av Aurivillius 1899. Charaxes godarti ingår i släktet Charaxes och familjen praktfjärilar. Inga underarter finns listade i Catalogue of Life.